# Bradford Jamieson IV
Bradford Redder Jamieson IV (* 18. Oktober 1996 in Los Angeles) ist ein ehemaliger US-amerikanischer Fußballspieler und aktueller -trainer. Aktuell ist er Co-Trainer bei der Philadelphia Union II in der MLS Next Pro. Als Spieler war er den größten Teil seiner Karriere bei Los Angeles Galaxy aktiv.

## Karriere
Jamieson wurde in Los Angeles geboren und spielte während seiner Jugend für die Jugendfußballklubs Santa Monica United FC und LAFC. Von 2010 bis 2011 war er bei der Cosmos Academy West, einer Ausbildungseinrichtung des Fußball-Franchise New York Cosmos.
2011 wechselte er dann zu den CD Chivas USA, ehe er sich 2013 der LA Galaxy anschloss. Dort wird er in der 1. und 2. Mannschaft eingesetzt. Nach einer Leihe zum San Antonio FC wechselte er 2020 nach Dänemark zum Vendsyssel FF, bei dem er allerdings nur ein halbes Jahr blieb. 2021 steht er außerdem kurzzeitig bei Hartford Athletic in der USL Championship unter Vertrag.
Außerdem spielte er für die U-17- und U-20-Junioren-Nationalmannschaft der USA und kam bei der U-20-Fußball-Weltmeisterschaft 2015 zum Einsatz.
Nach seinem aktiven Karriereende wurde Jamieson zur Saison 2024 Co-Trainer bei Philadelphia Union II unter Head Coach Marlon LeBlanc.